# Megapix
Megapix es un canal de Canais Globo, que se emite por los operadores de televisión por cable en Brasil, NET, SKY y Via Embratel, con la transmisión de películas que normalmente se estrena, sin precedentes en la televisión brasileña, que han sido las atracciones de mayor recaudación, Blockbuster liberación o incluso las últimas producciones de años 90 y 2000. El canal es equivalente a Cinecanal y The Film Zone juntos. 

## Lugares de interés

### Sesiones
- Mini
- MegaPix
- Panorama
- PixBrasil
- PowerPix
- SexPix

### Programas
- Moviebox

## Las películas
El canal muestra películas que han sido éxitos de taquilla. En él aparecen las películas grandes y recientes de Universal Pictures, Paramount, 20th Century Fox, Metro-Goldwyn-Mayer y DreamWorks también las películas producidas en forma independiente.

## Idiomas del canal
El canal ofrece de manera predeterminada la lengua portuguesa (películas dobladas) y la versión original con subtítulos electrónicos opcionales.